# Joseph Wilpert

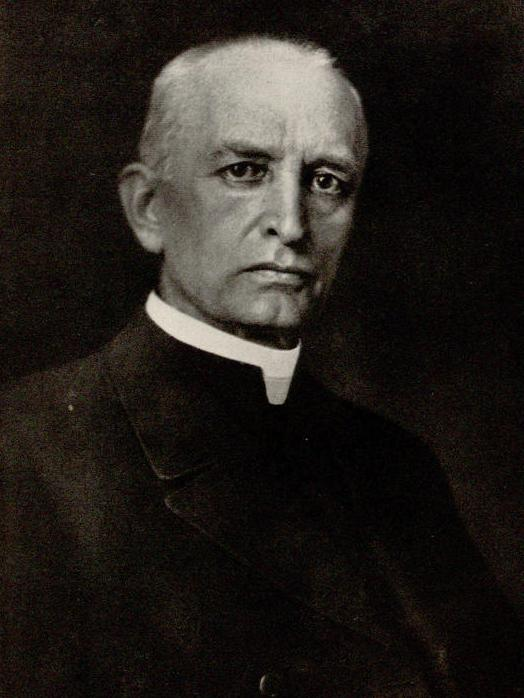
Joseph Wilpert.

Joseph Wilpert, född den 22 augusti 1857 nära Bauerwitz i Schlesien, död den 10 mars 1944 i Rom, var en tysk romersk-katolsk arkeolog och katakombforskare.
Wilpert var medlem av den påvliga arkeologiska kommissionen och ledare av Görressällskapets romerska institut för fornkunskap. Han utgav en hel del märkliga arbeten över målningarna i katakomberna. Monumentala verk är Die Malereien der Katakomben Roms (2 band, 1903) och Die römischen Mosaiken und Malereien der kirchlichen Bauten vom 4. bis 13. Jahrhundert (2 band text och 2 band planscher, 1916; 2:a upplagan 1917). Han skrev dessutom Tomba di San Pietro (1922) och publicerade en "Corpus sarcophagorum christianorum".